# 경주 재매정
경주 재매정(慶州 財買井)은 대한민국 경상북도 경주시 교동에 있는,  신라의 김유신 장군 집에 있던 우물이다. 1976년 1월 7일 대한민국의 사적 제246호로 지정되었다.

## 개요
신라의 김유신 장군 집에 있던 우물이다.
화강암을 벽돌처럼 쌓아 올려 만들었는데, 이 일대가 장군의 집이 있었던 자리로 추정된다. 김유신 장군이 오랜 기간을 전쟁터에서 보내고 돌아오다가 다시 전쟁터로 떠날 때, 자신의 집 앞을 지나면서 가족들을 보지도 않고 우물물을 떠오게 하여 말위에서 마시고는, “우리집 물맛은 옛날 그대로구나”하고 떠났다는 이야기가 전해지고 있다.
1993년 발굴조사에서 재매정을 중심으로 사방 70m 지역을 발굴하였다. 우물의 깊이는 5.7m이며, 가장 넓은 부분은 1.8m이고, 바닥의 지름이 1.2m로 벽돌같이 다듬은 돌로 만들었다. 우물 옆에 비각이 있고 비각안에 조선 고종 9년(1872)에 이만운이 쓴 비석이 있다.

## 참고 자료
- 경주 재매정 - 국가유산청 국가유산포털